# Staro Petrovo Selo
Staro Petrovo Selo is een gemeente in de Kroatische provincie Brod-Posavina.
Staro Petrovo Selo telt 6352 inwoners. De oppervlakte bedraagt 132,5 km², de bevolkingsdichtheid is 47,9 inwoners per km².
Steden (gradovi): Slavonski Brod · Nova Gradiška

Gemeenten (općine): Bebrina · Brodski Stupnik · Bukovlje · Cernik · Davor · Donji Andrijevci · Dragalić · Garčin · Gornja Vrba · Gornji Bogićevci · Gundinci · Klakar · Nova Kapela · Okučani · Oprisavci · Oriovac · Podcrkavlje · Rešetari · Sibinj · Sikirevci · Slavonski Šamac · Stara Gradiška · Staro Petrovo Selo · Velika Kopanica · Vrbje · Vrpolje